# Lotononis decumbens
Lotononis decumbens là một loài thực vật có hoa trong họ Đậu. Loài này được (Thunb.) B.-E. van Wyk miêu tả khoa học đầu tiên năm 1991.